# Hyposada fasciosa
Hyposada fasciosa là một loài bướm đêm trong họ Erebidae.